# Vendevägen, Danderyd
För andra gator med samma namn, se även Vendevägen.

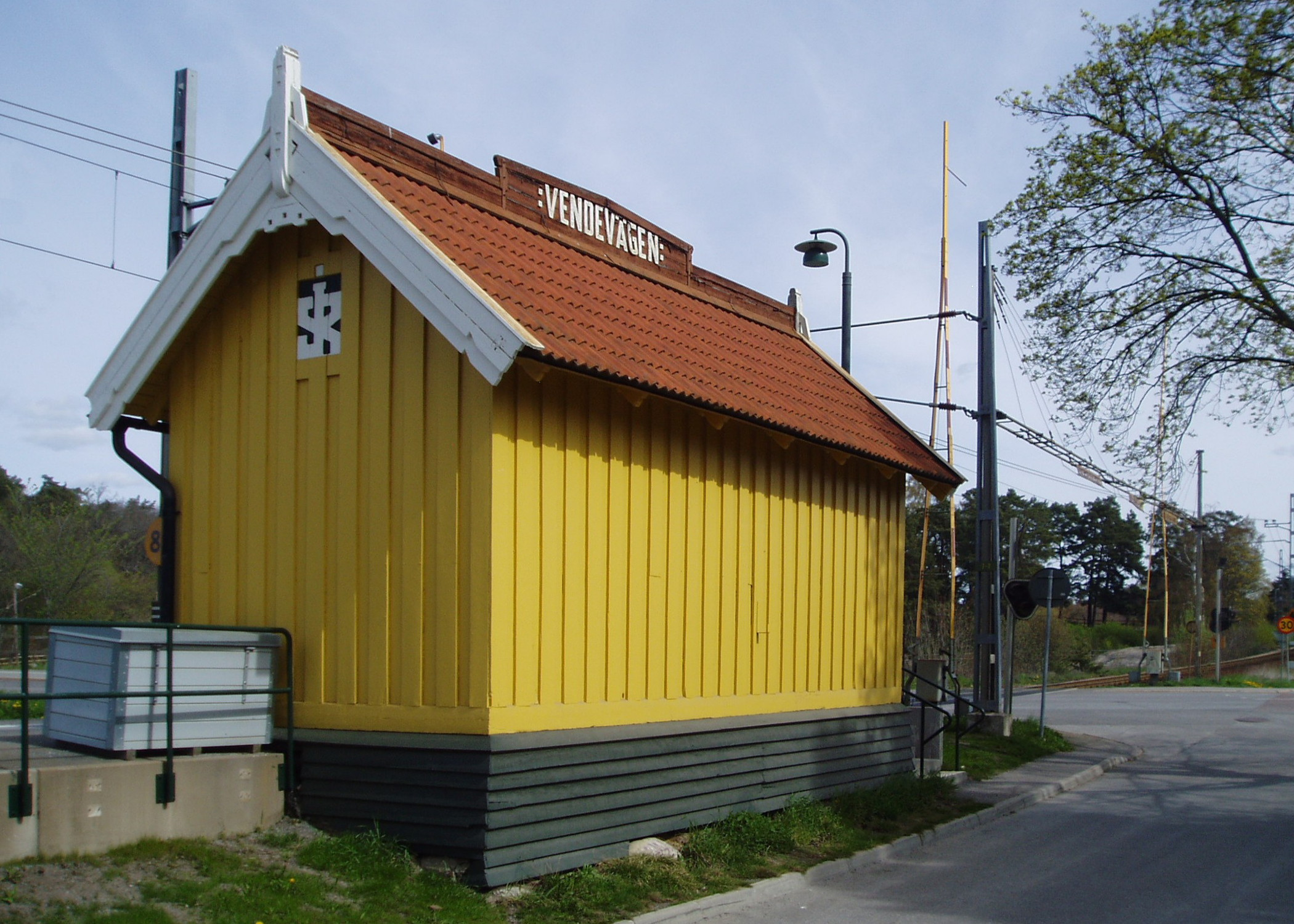
Väntkuren vid Vendevägens hållplats

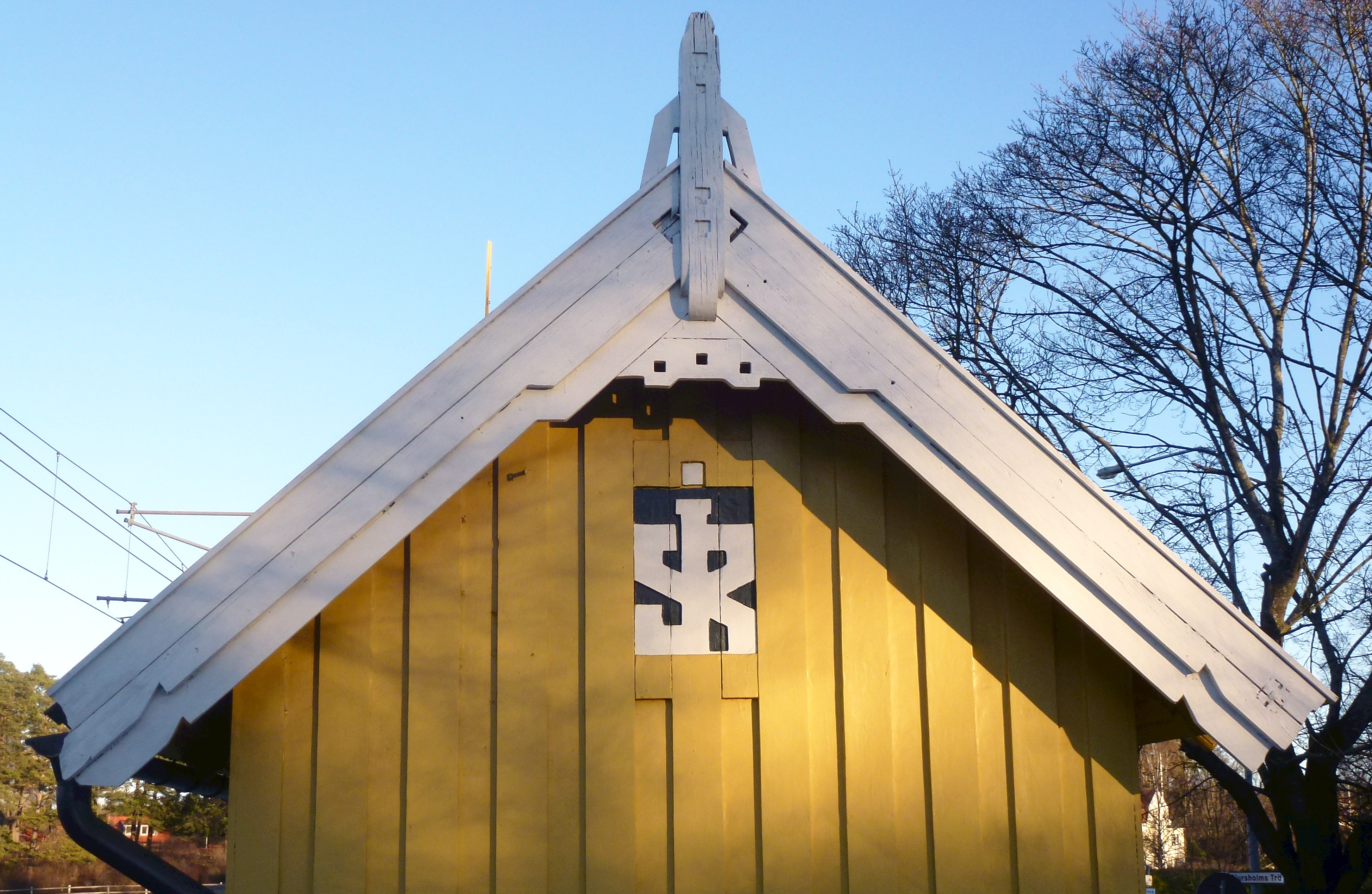
Stockholm–Rimbo Järnvägsaktiebolags gamla logotyp finns kvar på väntkuren.

Vendevägen är en väg som huvudsakligen sträcker sig genom kommundelen Djursholm i Danderyds kommun.

## Vägen
Vendevägen börjar vid Danderyds sjukhus, med en cirkulationsplats med Mörbygårdsvägen och Ryggradsvägen och sträcker sig förbi Djursholms torg till Samsöviken och korsningen med Strandvägen. De olika delarna av vägsträckningen bar tidigare fyra olika namn: Mysingsvägen mellan Mörbyleden och Norevägen, Torvägen mellan Norevägen och järnvägen vid Dahlbergsvägen, Parkvägen mellan Dahlbergsvägen och Auravägen, och Vendevägen mellan Auravägen och Strandvägen vid Samsöviken. Denna del av vägsträckningen namngavs när Djursholms villastad grundades år 1889. Då fick huvuddelen av det nya samhällets vägar och kvarter namn som på olika sätt anknöt till fornnordiska begrepp och mytologi.

## Hållplats
Där Vendevägen korsar Roslagsbanans Näsbyparksgren finns Vendevägens hållplats, som år 1956 bytte namn från Parkvägen. Hållplatsen, som inrättades 1910, ligger 7,1 km från Stockholms östra. Väntkuren är ritad av arkitekt Sigge Cronstedt.